# 王雲龍 (萬曆進士)
王雲龍，号霖宇，山西襄垣县人，明朝政治人物。同進士出身。

## 生平
萬曆二十九年（1601年）登进士，授任山东临朐縣知縣、束鹿縣知县，升吏部主事，迁稽勋司郎中。